# Воловик Лазар
Воловик Лазар Йосипович (фр. Lazare Volovick; 1902–1977) — живописець, художник театру та кіно.

## Біографічні відомості
Він народився у 1902 в Кременчуці. Навчався у Харківській художній школі та Українській академії мистецтва у Києві.
У 1920 разом з Костянтином Терешковичем емігрував, точніше, втік з Севастополя до Стамбулу, — в трюмі корабля, позаяк обидва не мали грошей на квиток.
З 1921 оселився в Парижі, де навчався в Академії Grande Chaumiere. З 1923 року мешкав у легендарній художній колонії «Вулик», поряд з Хаймом Сутіним, Марком Шагалом, Михаілом Кикоїним, Пінхусом Кременем, Жаком Ліпшицем, іншими єврейськими художниками Паризької школи, поетом Блезом Сандраром. В цей період багато мандрував Францією, у томи числі Корсикою.
Воловик писав портрети, оголену натуру, пейзажі, натюрморти, сцени з театрального життя. Брав участь у групових виставках у галереях: La Licorne (1923, 1924), café La Rotonde (1925), Aux Quatre Chemins (1926), D'Alignan (1931). У 1930-х рр. працював художником театру. У 1933 — 1935 відвідав Англію, Бретань та Нормандію. У 1936 році відбулась персональна виставка митця у Нью-Йорку.
Був одружений з балериною Лією Гжебіною, котру супроводжував у всіх її закордонних турне. Під час Другої світової війни залишався в Парижі. Під час полювання на євреїв у Парижі під час окупації 1942–1943 рр. переховувався у тещі. Через погіршений стан здоров'я припинив займатись живописом у 1974 р. Помер в Парижі, у 1977 р.